# Continental Mark III
Der Continental Mark III war ein Personal Luxury Coupé des amerikanischen Automobilherstellers Ford Motor Company, das von 1968 bis 1971 produziert wurde. Es war die Antwort von Ford auf den ein Jahr zuvor erfolgreich eingeführten Cadillac Eldorado, war aber technisch weniger fortschrittlich als sein GM-Konkurrent. Obwohl der Mark III von der Lincoln-Mercury-Division hergestellt wurde, verzichtete Ford aus Marketinggründen darauf, Lincoln als Hersteller im Namen zu führen: Die Fahrzeuge hießen lediglich Continental Mark III. Mit dieser Namensgebung sollte die Tradition des Luxuscoupés Continental Mark II fortgesetzt werden, das in den 1950er-Jahren von der Ford-Tochter Continental Division hergestellt worden war und seinerzeit zu den teuersten Serienfahrzeugen der USA gehörte. Der Wagen verwendet die gleiche Bezeichnung wie eine 1958 hergestellte Baureihe der Continental Division; zu diesen Modellen besteht jedoch keine Beziehung.

## Modellgeschichte

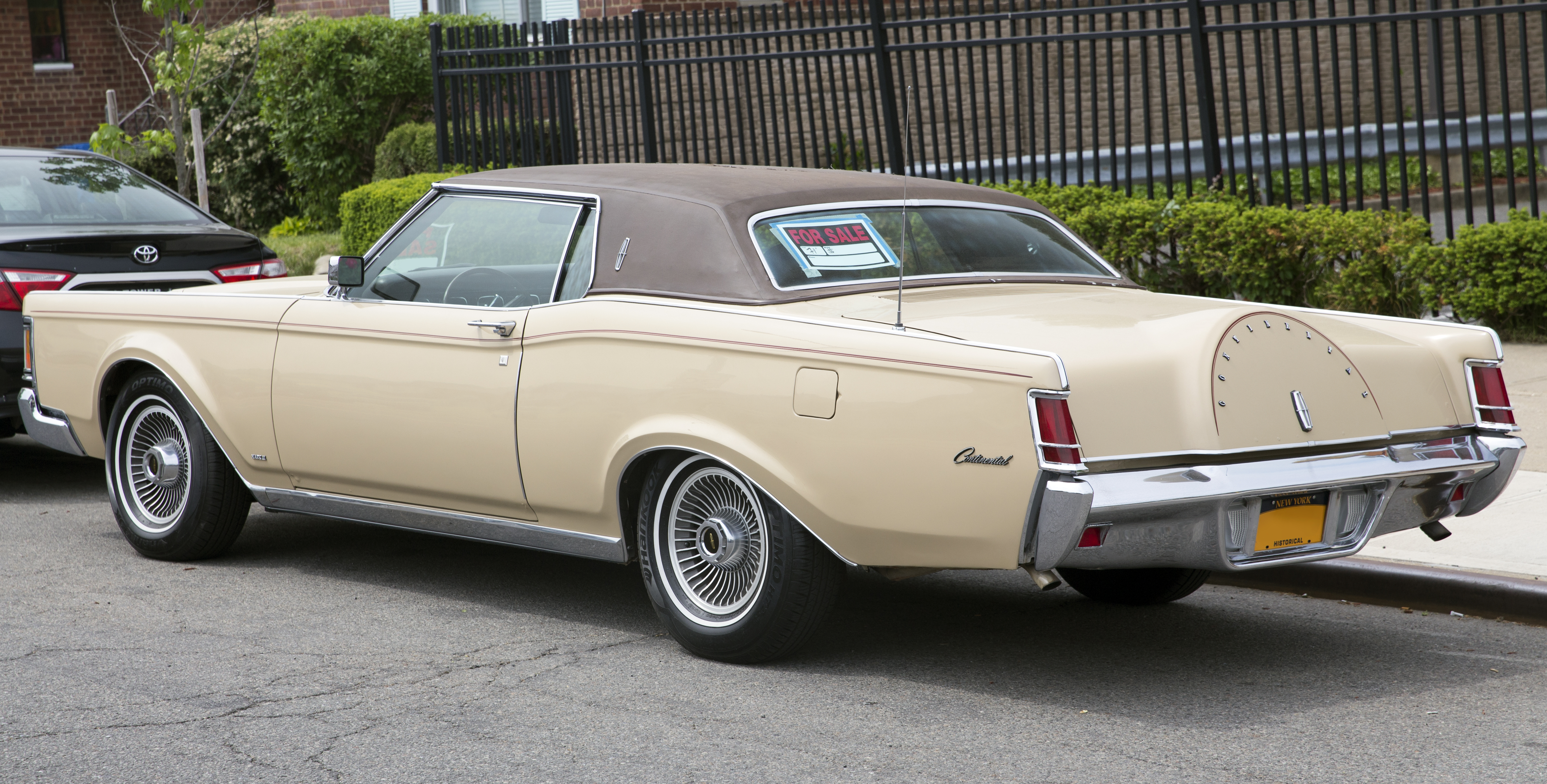
Imitierte Reserveradausbuchtung im Kofferraumdeckel: Merkmal aller Continental-Coupés ab 1968.

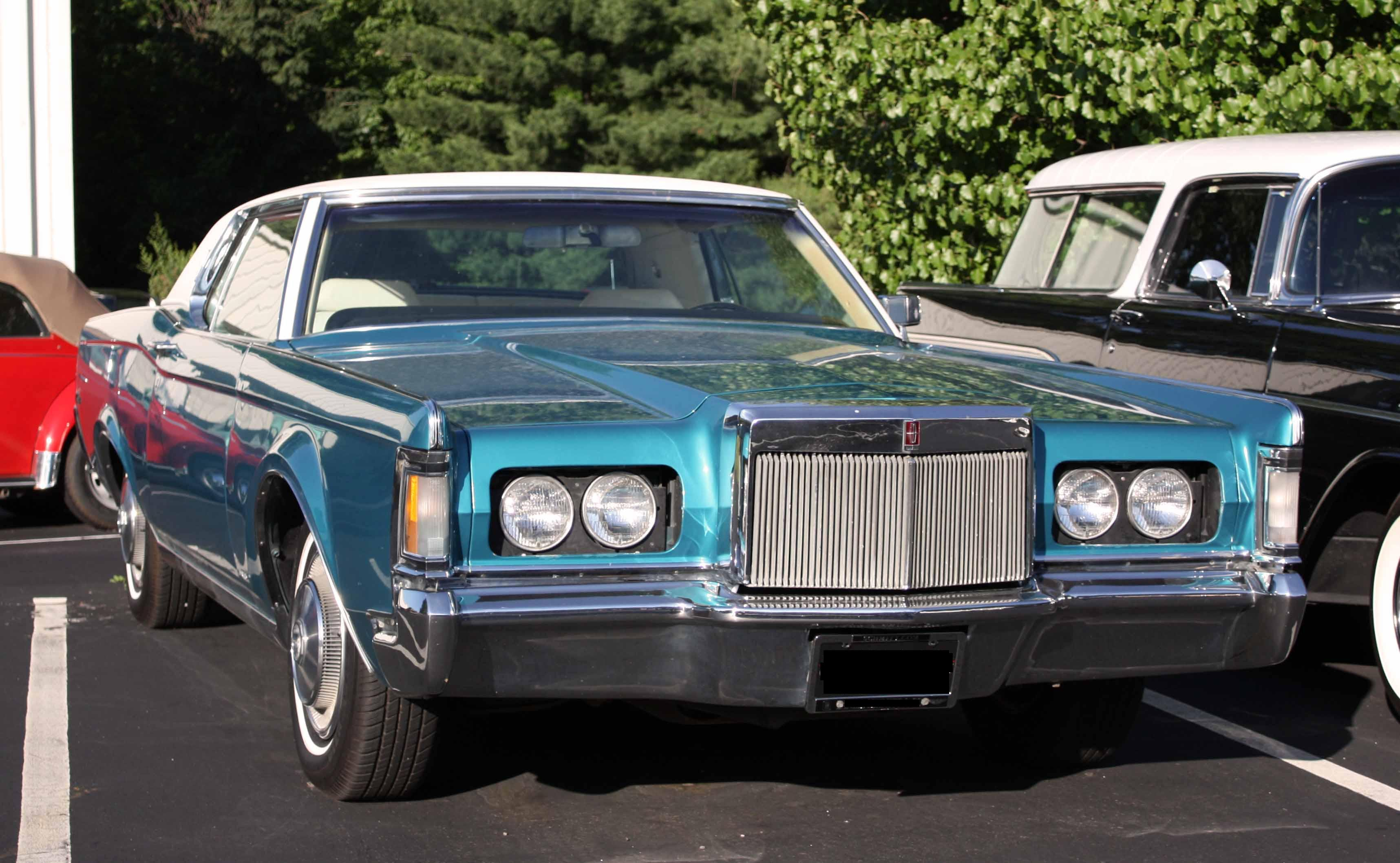
Frontpartie mit einem von Rolls-Royce inspirierten Kühlergrill

Während der Mark II von 1956 wesentlich von William Clay Ford Senior beeinflusst worden war, prägte Henry Ford II die Entwicklung des Mark III.
Die Entwicklung des Mark III begann im Herbst 1965. Das äußere Design entwickelte Eugene Bordinat, das Interieur wurde von Hermann Brunn entworfen, dem Sohn des Gründers des amerikanischen Karosserieherstellers Brunn & Company. Entsprechend den Vorgaben Henry Fords II hatte das neue Auto im Stil des Continental Mark II eine lange Motorhaube, eine knapp gehaltene Fahrgastzelle sowie ein kurzes Heck. Dieses Styling-Schema wird in der amerikanischen Literatur häufig als „Long Nose Short Deck“-Design bezeichnet. Die Motorhaube war mehr als 1,8 Meter lang; damit hatte der Mark III die längste Motorhaube aller 1968 in den USA produzierten Fahrzeuge. Während die Frontpartie des Mark II schlicht und ohne Zierrat gestaltet war, trug der Mark III einen auffälligen eckigen Kühlergrill im Stil von Rolls-Royce. Die vorderen Scheinwerfer waren im deaktivierten Zustand hinter lackierten Klappen verborgen. Der Kofferraumdeckel wies eine halbkreisförmige Ausbuchtung auf, die die stehende Unterbringung eines Reserverades suggerieren sollte. Auch dieses Gestaltungsmerkmal wurde vom Mark II übernommen. Tatsächlich war dies lediglich ein Spiel der Designer; das Reserverad befand sich in Wirklichkeit liegend im Kofferraum.
In technischer Hinsicht war der Mark III weniger aufwendig konstruiert als der Cadillac Eldorado. Während das GM-Coupé über Frontantrieb verfügte, wurden beim Mark III konventionell die Hinterräder angetrieben. Der Mark III verwendete einen separaten Rahmen, der in struktureller Hinsicht mit dem des Ford Thunderbird identisch war. Als Antrieb diente – wie bei den Standardmodellen Lincolns – ein 7,5 Liter großer Achtzylindermotor. Zu den Besonderheiten des Mark III gehörten ein Anti-Blockier-System und ein Sperrdifferenzial, die jeweils gegen Aufpreis lieferbar waren.
Der Continental Mark III war auf größtmöglichen Komfort für die Passagiere ausgelegt. Die Fensterheber und die Sitzverstellung waren elektrisch zu betätigen, zudem gab es Servounterstützung für die Lenkung und für die Bremsen. Um die Fahrzeuggeräusche so weit wie möglich zu dämmen, wurden 75 Kilogramm Isoliermaterial verarbeitet. Die Sitze waren mit Leder bezogen; das Armaturenbrett war anfänglich mit Holzimitat in zwei alternativen Stilen („English Oak“ oder „East Indian Rosewood“) verkleidet, ab 1970 wurde es durch echtes Walnussholzfurnier ersetzt. Ab Dezember 1968 gehörte eine Uhr von Cartier zum serienmäßigen Lieferumfang. Die Kooperation mit der Modemarke Cartier sollte die Exklusivität der Lincoln und Continental Fahrzeuge in den Augen der potenziellen Käuferschicht erhöhen.

## Verbreitung und Rezeption
Der Continental Mark III war ein Fahrzeug der Oberklasse. Er war das teuerste Modell der Marke Lincoln. Sein Preis lag 1968 mit 6585 $ etwa 500 $ über Lincolns Standardmodellen; er war damit annähernd so teuer wie ein Cadillac Eldorado.
Die Produktion des Continental Mark III begann im April 1968, als das Modelljahr 1968 bereits nahezu abgelaufen war. In diesem verkürzten Modelljahr entstanden lediglich 7700 Mark III. Ab dem Modelljahr 1969, das im September 1968 begann, erreichte der Mark III annähernd die gleichen Verkaufszahlen wie der Cadillac Eldorado. Das ist insoweit bemerkenswert, als die Produktion von Lincolns Standardmodellen regelmäßig weit hinter denen Cadillacs zurückblieb. Im letzten Modelljahr des Mark III, als er gegen eine neue Generation des Eldorado antreten musste, erreichten die Verkaufszahlen sogar den höchsten Stand seit seiner Markteinführung.
Die Produktion des Mark III verteilte sich über die Modelljahre 1968 bis 1971 wie folgt (Zum Vergleich daneben die Produktionszahlen des Cadillac Eldorado):
| Modelljahr | Continental Mark III | Cadillac Eldorado |
| ---------- | -------------------- | ----------------- |
| 1968       | 7.770                | 24.528            |
| 1969       | 23.088               | 23.333            |
| 1970       | 21.432               | 28.824            |
| 1971       | 27.091               | 27.368            |

Der Continental Mark III war wirtschaftlich außerordentlich erfolgreich. Lee Iacocca, der für die Entwicklung des Autos verantwortliche Manager, behauptete 1984 in seiner Autobiografie, Ford habe an jedem verkauften Mark III etwa 2000 US-$ Gewinn gemacht.
Der Continental Mark III wurde früh als Oberklassefahrzeug wahrgenommen; in Filmen und in sonstigen Publikationen wird er allerdings wiederholt in kriminellem Umfeld gezeigt bzw. erwähnt:
- Ein Mark III erlangte in dem Film French Connection - Brennpunkt Brooklyn große Popularität als Gangsterauto.

- In dem Lied Bad Bad Leroy Brown lässt der Sänger und Songwriter Jim Croce seinen Helden, einen Kriminellen aus der Southside Chicago, einen „Custom Continental“ fahren.

## Marktlage heute
Auf dem europäischen Klassikermarkt spielt der Continental Mark III wie die meisten anderen amerikanischen Autos eine Außenseiterrolle. Die wenigen Wagen, die sich in Europa befinden, sind in festen Händen und wechseln den Besitzer zu vergleichsweise hohen Preisen.